# Párhuzamos anyák
A Párhuzamos anyák (eredeti cím: Madres paralelas) egy 2021-bes spanyol filmdráma, amit Pedro Almodóvar írt és rendezett. A főszerepben Penélope Cruz és Milena Smit. A produkciót a 2021-es Velencei Nemzetközi Filmfesztiválon mutatták be először, Magyarországon 2022. január 27-től vetítették a mozikban. A filmet több nagyobb filmes díjra is jelölték, de egyedül a Volpi Kupát nyerte meg Penélope Cruz alakításával.

## Cselekmény
Janis hivatásos fényképész, aki a neves törvényszéki régésszel, Arturóval készít fotósorozatot. Megkérdezi tőle, hogy az alapítványa segítene-e feltárni egy tömegsírt a szülőfalujában, ahol a dédapját és más falubeli férfiakat megöltek és eltemettek a spanyol polgárháború idején. Arturo beleegyezik, hogy az alapítványával együtt megvizsgálja az ügyet; ő és Janis ezután lefekszenek egymással, és Janis teherbe esik. A nő úgy dönt, hogy megtartja a babát Arturo tiltakozása ellenére.
Janis később egy kórházi szobán osztozik Anával, egy egyedülálló tinédzser anyával, és egyszerre szülnek. Miután mindkét csecsemőt megfigyelésre bent tartják, kiengedik őket, Janis és Ana pedig külön utakon folytatják. Janis és Ana kapcsolatban maradnak, és folyamatosan tájékoztatják egymást a babák fejlődéséről. Arturo egy nap megérkezik, és látni szeretné a kis Ceciliát; furcsán reagál, és bevallja, hogy nem hiszi, hogy a baba az övé. Janis elvégzi az anyasági tesztet, amelyből kiderül, hogy nem ő Cecilia biológiai anyja, de úgy dönt, hogy nem mondja el senkinek.
Hónapokkal később Janis összefut Anával, aki egy kávézóban dolgozik az otthona közelében, miután anyja a színészi pályáért elhagyta. Janis meghívja Anát a lakásába, ahol Ana könnyes szemmel elárulja, hogy kisbabája, Anita bölcsőhalált halt. Janis kér egy fényképet Anitáról, ami megerősíti a gyanúját, hogy a babáikat a kórházban kicserélték. Janis később munkát ajánl Ana számára, mint bejárónő, aki vigyáz a házra és a kis Ceciliára. Nyálmintát vesz tőlük anélkül, hogy elmondaná Anának, és egy anyasági teszt megerősíti, hogy Cecilia Ana lánya. Ana később elárulja, hogy a terhessége egy csoportos nemi erőszak eredménye volt, amit az osztálytársai követtek el, és az apja nyomást gyakorolt rá, hogy hallgasson, hogy elkerülje a negatív sajtóvisszhangot. Janis és Ana bimbózó kapcsolata tovább fejlődik alkalmi szexuális kapcsolattá, de Janis képtelen teljesen elkötelezni magát Ana mellett, aki többet akar tőle.
Arturo azzal a hírrel érkezik, hogy az alapítványa jóváhagyta a tömegsír feltárását, és azt is, hogy a felesége felépült a rákból, és különválnak. Ő és Janis egy éjszakai kiruccanással ünnepelnek, ami féltékennyé teszi Anát. Ana édesanyja is eljön, hogy újra kapcsolatba lépjen Anával, és bevallja Janisnak, hogy szörnyű anyának érzi magát, de annyira szerette volna megvalósítani színésznői álmát. Janis végül bevallja az igazságot Anának, aki erre dühösen távozik Ceciliával. Másnap reggel Ana telefonon bocsánatot kér, és megengedi Janisnak, hogy láthassa Ceciliát.
Hónapokkal később Janis és Arturo a szülőfalujába utazik, ahol a férfi a túlélő rokonoktól gyűjt információkat a sírról, és csapatával együtt felkészül az ásatásra. Ana később Ceciliával érkezik, Janis pedig elárulja neki, hogy három hónapos terhes. Amikor megkérdezik, hogy mi lesz a baba neve, Janis azt mondja, hogy Ana, ha lány lesz, és Antonio, ha fiú (a dédnagyapja után). Az ásatás sikeres, a falu összegyűlik a kihantolt sírnál, hogy meggyászolják elvesztett szeretteiket.

## Szereplők
| Szerep  | Színész              | Magyar hang    |
| ------- | -------------------- | -------------- |
| Janis   | Penélope Cruz        | Németh Borbála |
| Ana     | Milena Smit          | Sodró Eliza    |
| Arturo  | Israel Elejalde      | Jakab Csaba    |
| Teresa  | Aitana Sánchez-Gijón | Bertalan Ágnes |
| Elena   | Rossy de Palma       | Kocsis Mariann |
| Brigida | Julieta Serrano      | Bessenyei Emma |

További magyar hangok: Bérces Gabriella, Bíró Enzo, Csonka Anikó, Erdős Borcsa, Farkas Zita, Galiotti Barbara, Garami Mónika, Gardi Tamás, Geri Tamás, Halász Aranka, Kereki Anna, Keviczky Szilvia, Kostyál Csenge, Kovács Nóra, Orbán Gábor, Oroszi Tamás,  Szabó Andor, Szinovál Gyula, Szrna Krisztián, Tárnok Csaba, Vági Viktória, Vámos Mónika, Zsurzs Kati

## Fogadtatása
A Párhuzamos anyák kiváló értékelést kapott a kritikusoktól. A Rotten Tomatoeson 96%-os minősítést ért el 225 vélemény alapján, az összefoglaló szerint: „[A film] Penélope Cruz tehetségének ragyogó fóruma, a Párhuzamos anyák megerősíti Almodóvar filmkészítésének megszokott örömeit, miközben bebizonyítja, hogy még mindig képes a fejlődésre.” Wendy Ide az Observertől azt írta: „Mindenekelőtt Cruz adja meg a hangot, aki melegséget sugárzó és a karaktere hibáit üdítően megbocsátó alakításával. Soha nem volt még ilyen jó.” Anthony Lane a New Yorkertől azt írta: „Almodóvar azt a nyomasztó érzést hagyja bennünk, hogy az igazságra való törekvés jog szerint a nők dolga.”
A MetaCritic 88 pontot adott a 100-ból 46 értékelés alapján. Karen Gordon az Original Cinemától azt írta: „A felszínen a Párhuzamos anyák egy magával ragadó melodráma, amelynek középpontjában Penélope Cruz mesés alakítása áll. Pedro Almodóvar filmjeire jellemző módon azonban ez a könnyed, szórakoztató film mélyen rétegzett, és a személyes erkölcs és a családi kötelékek kérdéseit járja körül, összekapcsolva Spanyolország sötét és nem is olyan távoli fasiszta múltjának emlékével.” Marjorie Baumgarten a The Austin Chronicle-től azt írta: „Almodóvar legújabb filmjében a melodráma keveredik a könnyedséggel, az erkölcsi dilemmákkal és a történelmi számvetéssel.”
A film a Box Office Mojo szerint 23 millió dolláros bevételt ért el, a költségvetésről nincs elérhető adat.

## Fontosabb díjak és jelölések
| Díj                                       | Kategória                     | Jelölt                                    | Eredmény |
| ----------------------------------------- | ----------------------------- | ----------------------------------------- | -------- |
| 75. BAFTA-gála                            | legjobb nem angol nyelvű film | legjobb nem angol nyelvű film             | Jelölve  |
| 2022-es César-díjátadó                    | legjobb külföldi film         | legjobb külföldi film                     | Jelölve  |
| 2022-es Európai Filmdíj-gála              | legjobb színésznő             | Penélope Cruz                             | Jelölve  |
| 79. Golden Globe-gála                     | legjobb idegen nyelvű film    | legjobb idegen nyelvű film                | Jelölve  |
| 79. Golden Globe-gála                     | legjobb eredeti filmzene      | Alberto Iglesias                          | Jelölve  |
| 36. Goya-díjátadó                         | legjobb film                  | legjobb film                              | Jelölve  |
| 36. Goya-díjátadó                         | legjobb rendező               | Pedro Almodóvar                           | Jelölve  |
| 36. Goya-díjátadó                         | legjobb női főszereplő        | Penélope Cruz                             | Jelölve  |
| 36. Goya-díjátadó                         | legjobb női mellékszereplő    | Aitana Sánchez-Gijón                      | Jelölve  |
| 36. Goya-díjátadó                         | legjobb női mellékszereplő    | Milena Smit                               | Jelölve  |
| 36. Goya-díjátadó                         | legjobb operatőr              | José Luis Alcaine                         | Jelölve  |
| 36. Goya-díjátadó                         | legjobb látványtervezés       | Antxón Gomez                              | Jelölve  |
| 36. Goya-díjátadó                         | legjobb hangkeverés           | Sergio Bürmann, Laia Casanovas, Marc Orts | Jelölve  |
| 94. Oscar-gála                            | legjobb női főszereplő        | Penélope Cruz                             | Jelölve  |
| 94. Oscar-gála                            | legjobb eredeti filmzene      | Alberto Iglesias                          | Jelölve  |
| 2022-es Velencei Nemzetközi Filmfesztivál | Volpi Kupa                    | Penélope Cruz                             | Elnyerte |
| 2022-es Velencei Nemzetközi Filmfesztivál | Arany Oroszlán díj            | Pedro Almodóvar                           | Jelölve  |
| 2022-es Velencei Nemzetközi Filmfesztivál | Queer Lion                    | Pedro Almodóvar                           | Jelölve  |